# Francisco de Paula Rodrigues Alves
Francisco de Paula Rodrigues Alves (Guaratinguetá (São Paulo), 7 juli 1848 - Rio de Janeiro, 16 januari 1919) was een Braziliaans politicus.

## Opleiding en vroege carrière
Francisco de Paula Rodrigues Alves kwam uit een aristocratische familie. Hij studeerde letterkunde aan het Colégio Pedro II (College van Peter II) en daarna rechten aan de Universiteit van São Paulo. In 1870 studeerde hij af. Van 1866 tot 1870 had hij namens de Conservatieve Partij (Partido Conservador) zitting in de gemeenteraad van zijn geboortestad Guaratinguetá, São Paulo. In 1870 werd hij openbaar aanklager.
Rodrigues Alves vertegenwoordigde van 1872 tot 1879 de provincie São Paulo (de tegenwoordige deelstaat) in de Kamer van Afgevaardigden. Tijdens het Braziliaanse keizerrijk was hij ook president van de deelstaat São Paulo (19 november 1887 - 27 april 1888). Daarnaast was hij - als een van de jongste - raadsman van keizer Peter II van Brazilië.
Rodrigues Alves was een succesvolle ondernemer in koffie. Hij bezat een enorm landgoed en werd de op twee na rijkste man van Brazilië. Naar verluidt werden de maaltijden in zijn landhuis genuttigd van gouden borden.

## Carrière tijdensde Oude Republiek van Brazilië
Rodrigues Alves stond bekend als een monarchist, maar wisselde na het uitroepen van de republiek (15 november 1889) van kamp en werd republikein. In 1890 werd hij in de grondwetgevende vergadering gekozen en in 1891 werd hij minister van Financiën onder president Floriano Peixoto (tot 1892). In 1893 werd hij lid van de Senaat. Onder president Prudente de Morais (de eerste burger-president), die van 1894 tot 1898 regeerde, was hij opnieuw - voor de periode van twee jaar van 1894 tot 1896 - minister van Financiën. Hij onderhandelde met de Britse bankiersfamilie Rothschild en wist leningen te verkrijgen voor de nieuwe republiek.
Van 1 mei 1900 tot 13 februari 1902 was Rodrigues Alves president van de deelstaat São Paulo. Hij trad op 13 februari 1902 als president van São Paulo af om zich kandidaat te stellen voor het presidentschap van de republiek.

## President

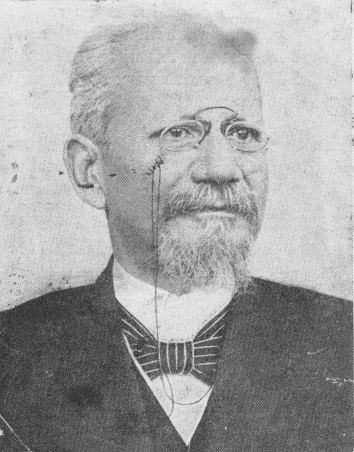
Foto van president Francisco de Paula Rodrigues Alves

Rodrigues Alves werd door de Oude Republikeinen gewantrouwd, vanwege zijn monarchistische verleden. Desondanks werd hij met overmacht tot president van Brazilië gekozen. Hij kreeg 592.000 stemmen, terwijl zijn voornaamste rivaal, Quintino Bocaiúva, slechts 43.000 stemmen kreeg. Rodrigues Alves werd de vijfde president van Brazilië en de derde burgerpresident. Als vicepresident werd Afonso Pena gekozen. Tijdens zijn presidentschap maakte Brazilië een grote economische groei door. Brazilië ontwikkelde zich tot de grootste rubberproducent ter wereld (97% van de mondiale productie).
Onder Rodrigues Alves presidentschap tekenden Brazilië en Bolivia in 1903 onder leiding van minister van Buitenlandse Zaken barão do Rio Branco het Verdrag van Petrópolis dat een einde maakte aan het conflict tussen de twee landen over de deelstaat Acre.

## "Vaccinrevolte"
President Rodrigues Alves was een grote voorstander van de modernisering van de hoofdstad Rio de Janeiro. Hij gaf burgemeester Pereira Passos verregaande bevoegdheden om de stad te moderniseren. Deze maatregelen hielden o.a. de sloop van oude gebouwen de oprichting van nieuwe in. De stad moest een modern uiterlijk krijgen. Veel zorg werd besteed aan de stedelijke hygiëne. Dr. Oswaldo Cruz, de directeur-generaal van Volksgezondheid kreeg de opdracht om een grootscheeps plan te ontwikkelen om de sanitaire voorzieningen van de hoofdstad te verbeteren en de om de stad zo veel mogelijk te ontdoen van ongedierte zoals muskieten en ratten. Vooral de muskieten vormden een probleem, omdat zij de mensen besmetten met gele koorts. Op 31 oktober 1904 werd door een Nationaal Congres de Wet voor Verplichte Vaccinatie goedgekeurd. De mensen in Rio de Janeiro moesten verplicht worden ingeënt. De bevolking in Rio de Janeiro was bang voor besmettingen en de "Vaccinrevolte" (10-16 november 1904), die echter werd onderdrukt. Het vaccinatieproces werd hierna hervat en voltooid wat resulteerde in een terugdringing van gevaarlijke ziekten in Rio de Janeiro.

## Na zijn presidentschap
Na zijn presidentschap was Rodrigues Alves van 1 mei 1912 tot 1 mei 1916 opnieuw president van de deelstaat São Paulo. In 1916 werd hij opnieuw in de Senaat gekozen.

## Dood
Rodrigues Alves stelde zich in 1918 opnieuw kandidaat voor het presidentschap. "Running mate" werd Delfim Moreira da Costa Ribeiro. Rodrigues Alves werd met 99% van de stemmen gekozen tot president. Op 15 november 1918 werd Rodrigues Alves ingezworen. Hij verkeerde echter in slechte gezondheid, veroorzaakt door de Spaanse griep. Vicepresident Delfim Moreira werd tot waarnemend president gekozen - ook hij verkeerde in slechte gezondheid. Rodrigues Alves overleed op 16 januari 1919. Hij werd (tijdelijk) opgevolgd door Delfim Moreira.
Hij was de laatste staatspresident afkomstig uit de deelstaat São Paulo tot de verkiezing van Jair Bolsonaro in 2018.